# Солтонський район
Солто́нський район (рос. Солтонский район) — район у складі Алтайського краю Російської Федерації.
Адміністративний центр — село Солтон.

## Історія
Район утворений 1924 року.

## Населення
Населення — 7136 осіб (2019; 8610 в 2010, 10954 у 2002).

## Адміністративний поділ
Район адміністративно поділяється на 6 сільських поселень (сільрад):
| Поселення                     | Площа, км² | Населення, осіб (2002) | Населення, осіб (2010) | Населення, осіб (2019) | Центр         | Населені пункти |
| ----------------------------- | ---------- | ---------------------- | ---------------------- | ---------------------- | ------------- | --------------- |
| Карабінська сільська рада     | 494,09     | 1877                   | 1437                   | 1220                   | Карабінка     | 4               |
| Макар'євська сільська рада    | 788,55     | 965                    | 673                    | 530                    | Макар'євка    | 4               |
| Ненінська сільська рада       | 358,53     | 1408                   | 1094                   | 944                    | Ненінка       | 2               |
| Нижньоненінська сільська рада | 259,65     | 1036                   | 764                    | 634                    | Нижня Ненінка | 2               |
| Солтонська сільська рада      | 349,34     | 4280                   | 3573                   | 2975                   | Солтон        | 5               |
| Сузопська сільська рада       | 761,92     | 1385                   | 1069                   | 833                    | Сузоп         | 6               |

- 2010 року ліквідовані Березовська сільська рада та Кумандинська сільська рада, території увійшли до складу Солтонської сільради[4].
- 2011 року ліквідована Сайдипська сільська рада, територія увійшла до складу Карабінської сільради[5].

## Найбільші населені пункти
Нижче подано список населених пунктів з чисельністю населенням понад 1000 осіб:
| № | Населений пункт | Населення, осіб (2002) | Населення, осіб (2010) |
| - | --------------- | ---------------------- | ---------------------- |
| 1 | Солтон          | 3147                   | 2770                   |
| 2 | Карабінка       | 1406                   | 1109                   |